# 126315 Bláthy
126315 Bláthy è un asteroide della fascia principale. Scoperto nel 2002, presenta un'orbita caratterizzata da un semiasse maggiore pari a 2,6102829 UA e da un'eccentricità di 0,0535945, inclinata di 13,09867° rispetto all'eclittica.